# Legnica (district)
Legnica (powiat legnicki) is een district (powiat) in de Poolse woiwodschap Neder-Silezië. Het district heeft een oppervlakte van 744,60 km² en telt 55.026 inwoners (2014).

## Gemeenten
Het district omvat acht gemeenten, waarvan één stadsgemeente, één stads- en landgemeente en zes landgemeenten.

Stadsgemeente:
- Chojnów (Haynau)

Stads- en landgemeente
- Prochowice (Parchwitz)

Landgemeenten:
- Chojnów-land
- Krotoszyce (Kroitsch)
- Kunice (Kunitz)
- Legnickie Pole (Wahlstatt)
- Miłkowice (Arnsdorf)
- Ruja (Royn)

Stadsdistricten:
Wrocław · Jelenia Góra · Legnica · Wałbrzych

Districten:
Bolesławiec · Dzierżoniów · Głogów · Góra · Jawor · Kamienna Góra · Karkonosze · Kłodzko · Legnica · Lubań · Lubin · Lwówek Śląski · Milicz · Oleśnica · Oława · Polkowice · Środa Śląska · Strzelin · Świdnica · Trzebnica · Wałbrzych · Wołów · Wrocław · Ząbkowice Śląskie · Zgorzelec · Złotoryja

Grootste steden:
Bielawa · Bolesławiec · Dzierżoniów · Głogów · Jelenia Góra · Legnica · Lubin · Oleśnica · Świdnica · Wałbrzych · Wrocław · Zgorzelec